# أديسون برومراك
أديسون برومراك (بالتايلندية: อดิศร พรหมรักษ์) (21 أكتوبر 1993 بسونغكلا في تايلاند - ) هو لاعب كرة قدم تايلندي في مركز الدفاع. شارك مع منتخب تايلاند تحت 20 سنة لكرة القدم ومنتخب تايلاند تحت 23 سنة لكرة القدم ومنتخب تايلاند لكرة القدم. أما مع النوادي، فقد لعب مع نادي بوليس تيرو وArmy United F.C. ‏.

## روابط خارجية
- أديسون برومراك على موقع قاعدة بيانات كرة القدم.إي يو (الإنجليزية)
- أديسون برومراك على موقع ناشيونال فوتبول تيمز (الإنجليزية)
- أديسون برومراك على موقع Soccerway.com (الإنجليزية)
- أديسون برومراك على موقع عالم كرة القدم.نت (الإنجليزية)